# Tarumirim
Tarumirim là một đô thị thuộc bang Minas Gerais, Brasil. Đô thị này có diện tích 730,27 km², dân số năm 2007 là 14185 người, mật độ 16,2 người/km².